# Lergölen, Småland
Lergölen är en sjö i Vetlanda kommun i Småland och ingår i Mörrumsåns huvudavrinningsområde. Sjöns area är 0,015 kvadratkilometer och den är belägen 272 meter över havet.